# Chlorospatha hammeliana
Chlorospatha hammeliana är en kallaväxtart som beskrevs av Michael Howard Grayum och Thomas Bernard Croat. Chlorospatha hammeliana ingår i släktet Chlorospatha och familjen kallaväxter.
Artens utbredningsområde är Panamá. Inga underarter finns listade.